# Estrés ambiental en animales
El estrés ambiental rompe el equilibrio de un organismo, es decir, su estado homeostático, como consecuencia de la acción de un estímulo proveniente del exterior o del interior del organismo, que recibe el nombre de agente estresante. Como respuesta a este estímulo, se desencadenan una serie de reacciones de comportamiento y/o fisiológicas con el fin de adaptarse lo mejor posible a esta nueva situación. En esta respuesta el organismo activa su eje hipotálamo-simpático-cromafin y el eje hipotálamo-hipofisario-interrenal.
Desde el punto de vista fisiológico esta reacción es beneficiosa para el animal ya que le permite recuperar su estado homeostático anteriormente alterado. Si esta situación se convierte en crónica, el animal ya no tiene tanta capacidad para reaccionar y genera problemas en los procesos de crecimiento reproductivos, osmorreguladores e inmunitarios que se reflejan a nivel de organismo, población y comunidad.

## Etapas del síndrome

### Reacción de alarma inicial
En el momento en el que se produce la variación el animal reacciona mediante la activación del eje hipotálamo-simpático-cromafín, lo que provoca un aumento en la liberación de catecolaminas (adrenalina y noradrenalina) en el tejido adrenal cromafín y de noradrelina en las terminales nerviosas simpáticas. Estas sustancias generan incrementos en:
- La actividad motora, el ritmo cardiaco y el flujo sanguíneo hacia los órganos más activos como cerebro, corazón y músculo—esquelético
- El flujo sanguíneo hacia las branquias y el estímulo de captación/transporte de oxígeno
- Tasa metabólica basal, metabolismo intermedio de forma que se aumente la glucosa plasmática a partir de glucógeno del hígado (glucogenólisis) y la síntesis de nueva glucosa a partir de ácidos grasos libres en el tejido adiposo (lipolisis y glucogénesis)

### Fase de resistencia.
Si la situación de estrés no cesa, el animal se adapta a la nueva situación volviendo los niveles de catecolaminas a sus valores normales. Durante esta fase se produce la activación del eje hipotálamo-hipofisario-interrenal, y como consecuencia, la liberación de corticoides adrenales en peces teleósteros. Las acciones de estos corticoides son más lentas que las acciones realizadas en la etapa primaria ligada por catecolaminas y permiten mantener la fase de resistencia. El cortisol y la ACTH hipofisaria estimulan la síntesis de catecolaminas en el tejido cromafin, con lo que se consigue mantener los valores de catecolaminas por encima de los niveles basales de la fase de resistencia.
En mamíferos las funciones fisiológicos de los corticoides adrenales están bien delimitados. De esta forma se distingue entre glucocorticoides (cortisol) con una función metabólica y mineralcorticoides (aldosterona) con una función osmorreguladora. Sin embargo, esta diferencia no puede ocurrir en teleósteos, y así el cortisol funciona como glucocorticoide y mimeralcorticoide. Las acciones fisiológicas del cortisol son varias, originando a nivel metabólico un aumento de las reservas energéticas del animal en plasma, a lo que se conoce como hiperglucemia.

### Fase de agotamiento
Se produce cuando continúa la situación que provoca el estrés. Los altos niveles de cortisol mantenidos durante tanto tiempo, la activación del metabolismo y otros procesos activados para superar esta situación hacen que se produzcan efectos que son letales para los animales.

## Tipos de respuestas
- Respuesta primaria. Provoca la activación de los núcleos cerebrales, de las células adenohipofisarias y de los tejidos interrenal y cromafin. Además de un incremento en el nivel de catecolaminas y corticosteroides adrenales en el plasma.
- Respuesta secundaria. Es una modificación provocada por las catecolaminas y corticosteroides provocando un aumento en el consumo de oxígeno, la actividad cardiaca, hiperglucemia, perturbaciones del balance hidrotermal, además de otros efectos.
- Respuesta terciaria. Ya no solo se produce a nivel de organismo sino también a nivel de poblaciones. Se produce una inhibición del crecimiento, hay problemas en la reproducción, perturbaciones en el sistema inmune y provoca una disminución de la tolerancia de las situaciones de estrés.

## Formas de medir el estrés en los animales
Algunos de los mecanismos son el aumento de los niveles de cortisol en ganado porcino y vacuno. La creatinkinasa es una enzima muscular cuyos valores aumentan cuando se produce mayor gasto energético, lo que provoca un aumento en el consumo de glucosa y además de un aumento en las concentraciones de ácido láctico. Como consecuencia de esto el pH del músculo no disminuye.